# Абадін
Абаді́н (ісп. Abadín, МФА: [a.βa.ˈðĩn]) — муніципалітет і містечко в Іспанії, в автономній спільноті Галісія, провінція Луго, комарка Терра-Ча. Розташоване у північно-західній частині країни, на березі Атлантичного океану. Входить до складу Лугоської діоцезії Католицької церкви. Площа муніципалітету — 196,1 км², населення муніципалітету — 2896 ос. (2009); густота населення — 
. Висота над рівнем моря — 500 м. Поштовий індекс — 27730. Телефонний код —  34 982.

## Назва
- Абаді́н (гал. і ісп. Abadín, МФА: [a.βa.ˈðĩn]) — сучасна іспанська і галісійська назва.

## Географія
Муніципалітет розташований на відстані близько 450 км на північний захід від Мадрида, 39 км на північ від Луго.

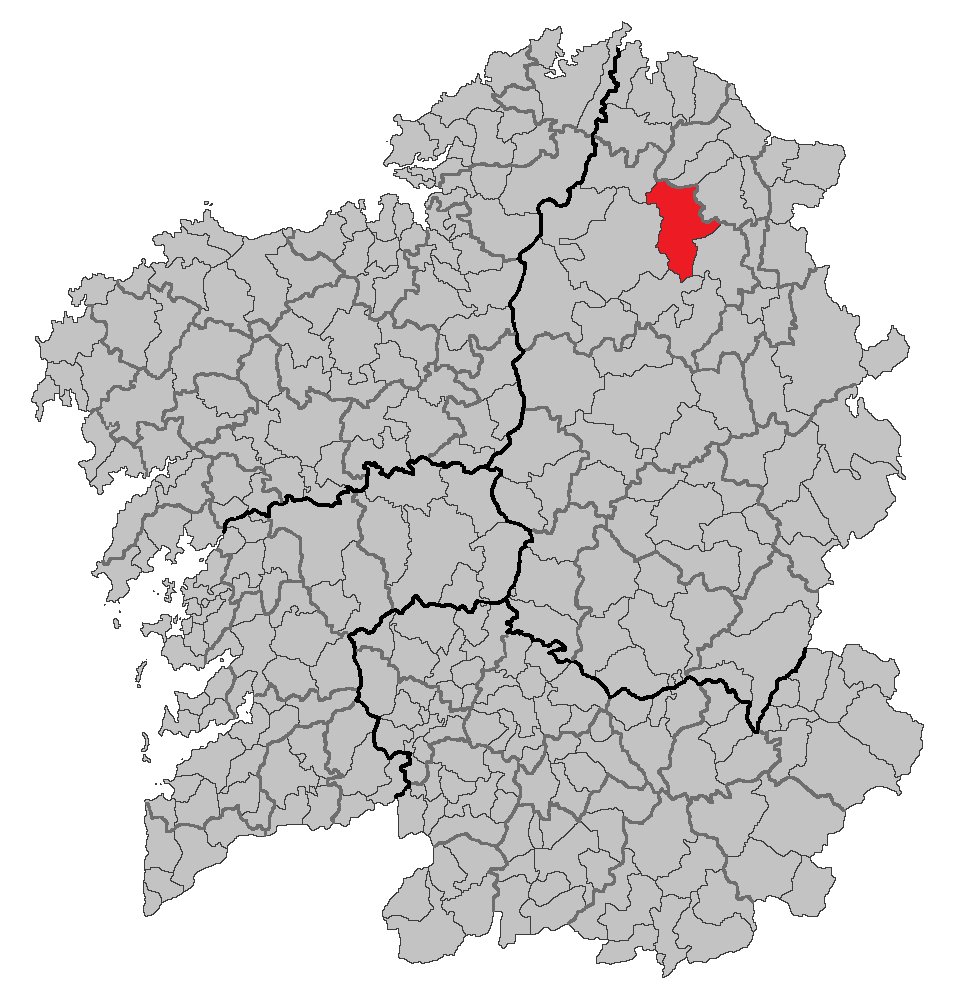
Муніципалітет в Галісії
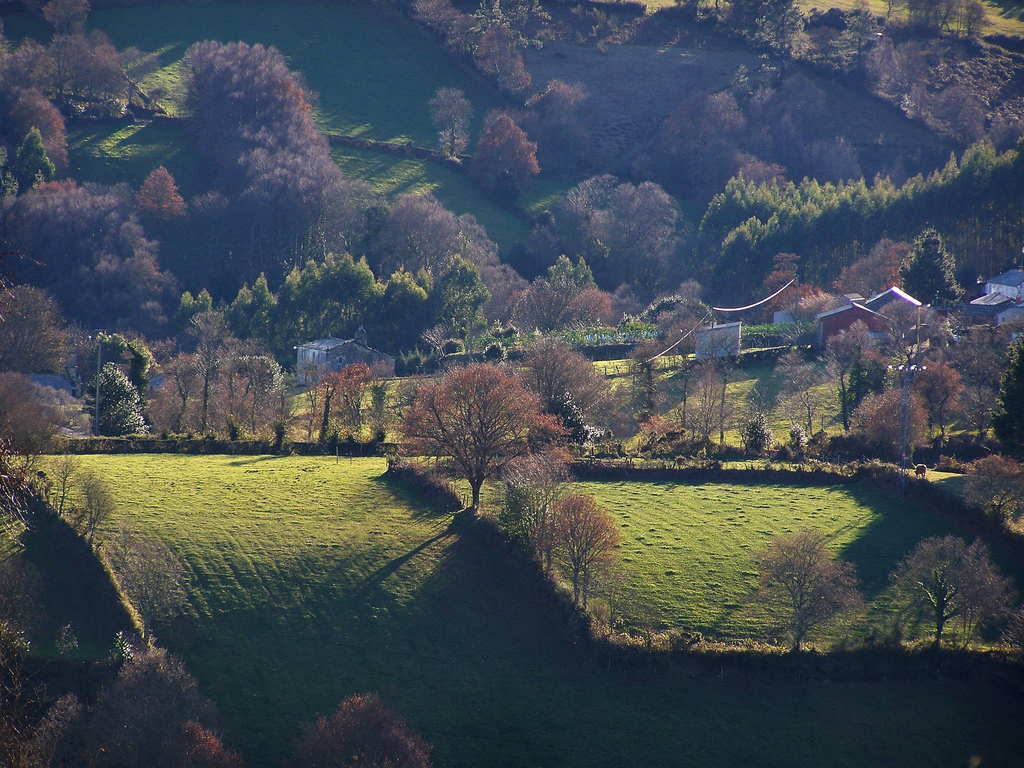
Пагорби
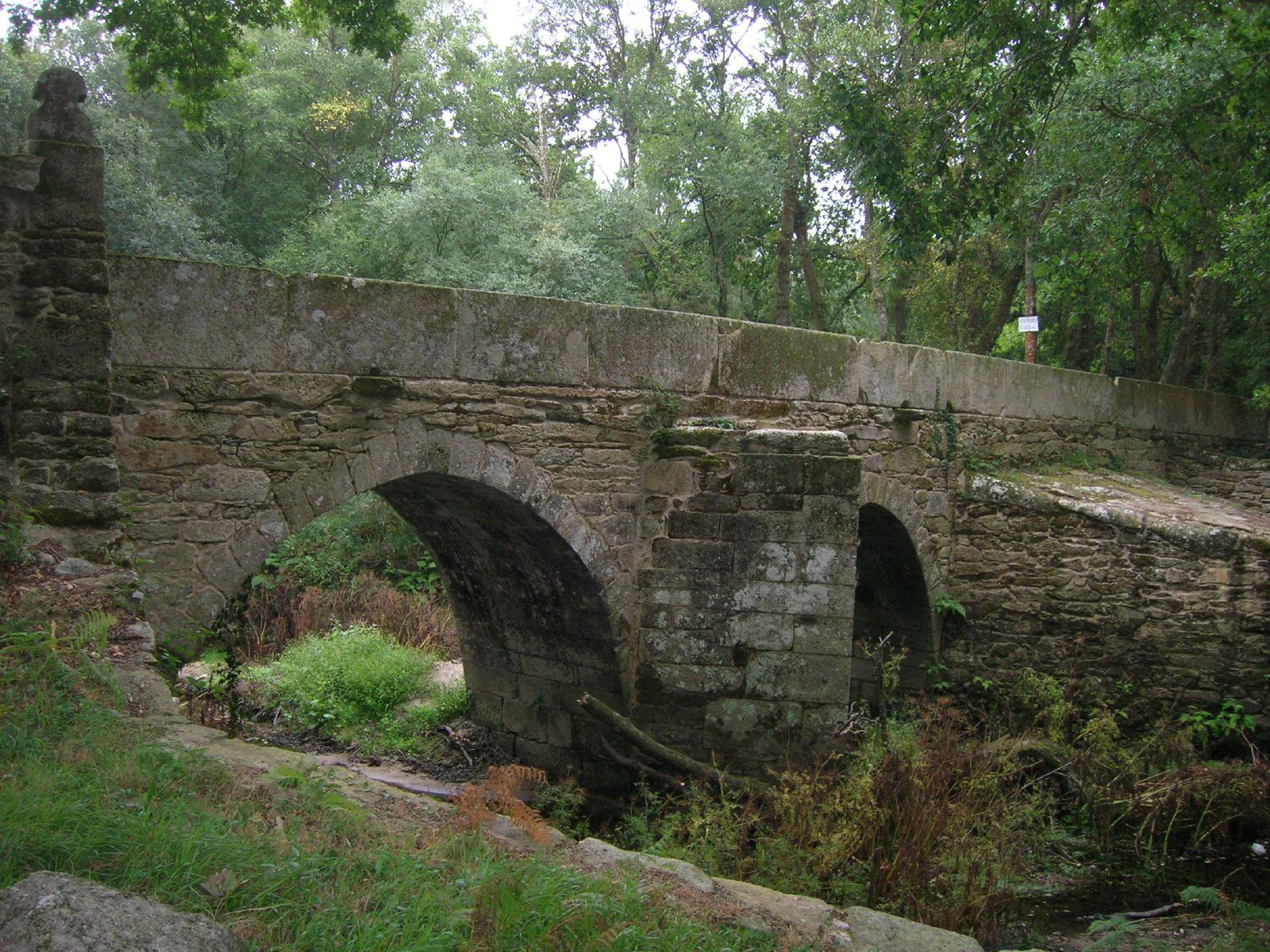
Старий міст
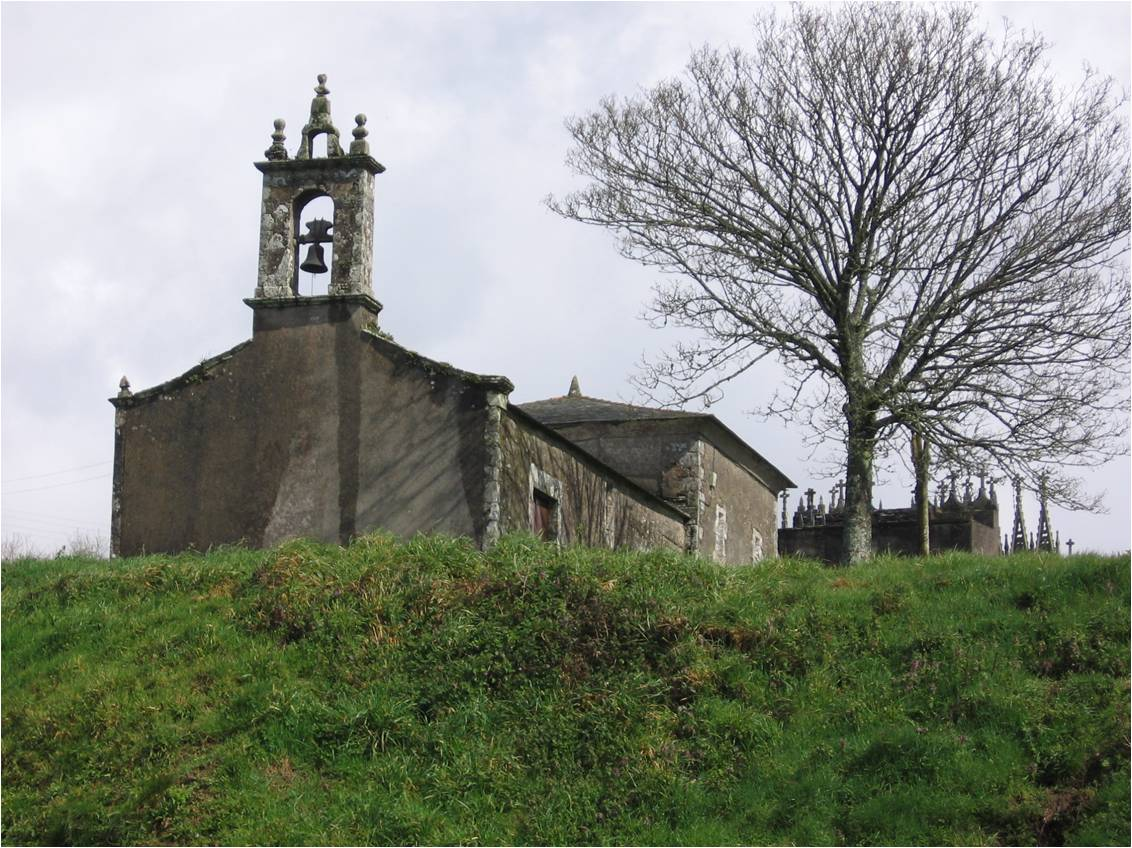
Церква святого Якова
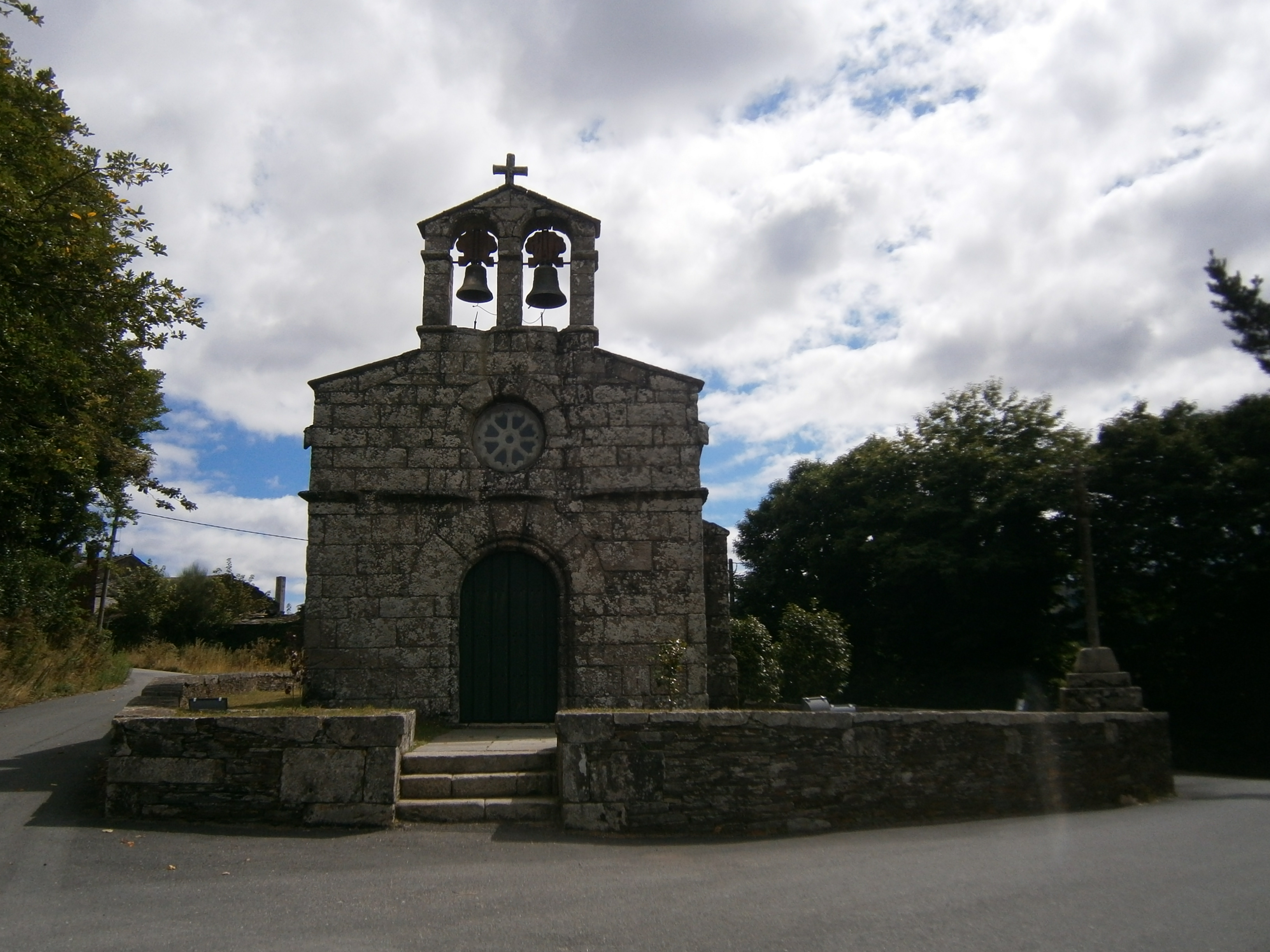
Церква святої Марії

## Демографія
Динаміка населення (INE ):

## Парафії
Муніципалітет складається з таких парафій: 
1. Абадін
2. Абеледо
3. Ас-Гоас
4. А-Гранья-де-Віларенте
5. Альдіше
6. Баронсельє
7. Гальгао
8. Кабанейро
9. Кандія
10. Кастромайор
11. Кенде
12. Корвіте
13. Лабрада
14. Монселос
15. Монтоуто
16. Ромаріс
17. Сейване-де-Віларенте
18. Фаной
19. Фрайяс

## Релігія
Абадін входить до складу Лугоської діоцезії Католицької церкви.